# Берлин (тауншип, Миннесота)
Берлин (англ. Burleene) — тауншип в округе Тодд, Миннесота, США. На 2000 год его население составило 365 человек.

## География
По данным Бюро переписи населения США площадь тауншипа составляет 92,9 км², из которых 92,8 км² занимает суша, а 0,1 км² — вода (0,14 %).

## Демография
По данным переписи населения 2000 года здесь находились 365 человек, 134 домохозяйства и 101 семья.  Плотность населения —  3,9 чел./км².  На территории тауншипа расположено 153 постройки со средней плотностью 1,6 построек на один квадратный километр. Расовый состав населения: 100,00 % белых.
Из 134 домохозяйств в 32,8 % воспитывались дети до 18 лет, в 68,7 % проживали супружеские пары, в 3,7 % проживали незамужние женщины и в 23,9 % домохозяйств проживали несемейные люди. 21,6 % домохозяйств состояли из одного человека, при том 9,7 % из — одиноких пожилых людей старше 65 лет. Средний размер домохозяйства — 2,72, а семьи — 3,21 человека.
27,4 % населения — младше 18 лет, 7,1 % — в возрасте от 18 до 24 лет, 25,5 % — от 25 до 44, 27,4 % — от 45 до 64, и 12,6 % старше 65 лет. Средний возраст — 39 лет. На каждые 100 женщин приходилось 107,4 мужчин.  На каждые 100 женщин старше 18 приходилось 108,7 мужчин.
Средний годовой доход домохозяйства составлял 32 143 доллара, а средний годовой доход семьи —  35 625 долларов. Средний доход мужчин —  26 563  доллара, в то время как у женщин — 20 179. Доход на душу населения составил 21 204 доллара. За чертой бедности находились 6,3 % семей и 8,5 % всего населения тауншипа, из которых 2,1 % младше 18 и 20,8 % старше 65 лет.